# Rulung Raya
Rulung Raya is een bestuurslaag in het regentschap Lampung Selatan van de provincie Lampung, Indonesië. Rulung Raya telt 4646 inwoners (volkstelling 2010).